# Венец (строительство)
Вене́ц в русской деревянной архитектуре — несколько брёвен или брусьев, соединённых в единый горизонтальный ряд деревянного сруба.
В крестной избе венцов всегда не́чет, от 19 до 21(из 16 венцов, хотя кладут их и другое число). Суммарное число венцов определяет полную высоту стен (сруба, става) деревянной избы (сооружения). Верхние венцы часто связывали из брёвен более тонких, нежели нижние.
Став или венец брёвен — четыре бревна, соединенные концами, посредством врубки одного в другой, в четырехугольную раму и составляющие часть стен деревянной избы, или надворней холодной постройки — сруба. Первый, ближайший к земле, венец называется нижником, а верхний, на который кладутся бревна для устройства потолка, — подгнётным.
Типичный венец имел форму прямоугольника или многоугольника путём соединения брёвен врубкой по углам с выступающими концами («в обло») или без них («в шип», «в лапу»). В рамках классического русского зодчества имелась информация примерно о полусотне способов соединения врубкой.
Если четырёхстенный сруб был образован брёвнами одинаковой длины с образованием кубического объёма, то его называли четвериком. Помимо четвериков известно о срубах шестигранной (шестерик) и восьмигранной (восьмерик) планировок.
- Северная стена дома из брёвен по прошествии 70 лет с постройки
- Русские срубные конструкции